# 柊さき
柊 さき（ひいらぎ さき、1986年6月20日 - ）は、日本のAV女優。プライムエージェンシー所属。

## 略歴・人物
東京都出身。2016年9月、マドンナの専属女優としてデビューした熟女系のAV女優。
元教師で、自ら志願してAV女優となった。
趣味・特技はピアノ。

## 出演作品

### アダルトDVD
2016年
- 元本物教師 人妻 柊さき AV Debut!!（9月25日、マドンナ）
- タイトスカートを穿かされて…。（10月25日、マドンナ）
- 今夜、妻の友達と二人きり…（12月1日、マドンナ）
- 隣人調教 〜人妻が教え込まれた雌犬性奉仕〜（12月25日、マドンナ）

2017年
- マジックミラー号 35歳以上人妻限定! 旦那とはご無沙汰な人妻が超絶デカチンセックスで溜まりに溜まった性欲解放! in豊島区（1月19日、SODクリエイト）
- 会社の手違いで出張先のホテルが相部屋になった職場の同僚を本気(マジ)口説き盗撮 6（2月1日、変態紳士倶楽部）※「葉山」名義
- 嫁を他の男に抱かせて興奮する夫（2月2日、グローリークエスト）
- 完全顔出しガチナンパ! 超極上清楚妻に童貞君の素股体験をお願いしたら、「旦那に悪いから…」といいつつま●こはトロトロ。 うぶチ●ポに溺れ、生入れも拒まない最高の筆おろし! 〜白目絶頂、ビクビク痙攣、喘ぎデカすぎ、ドスケベセレブ妻編（2月10日、S級素人）
- 息子の友達のマセガキ共に性処理をさせられる母親（2月16日、ヒビノ）
- じゃれて突然膝の上に座ってきた女のお尻が股間にピタ!! お尻を動かす度に膨らむ僕のチ○コに気付いた彼女は…（2月17日、DOC）
- 肉便器婦人（3月7日、山と空）
- 時間を止められる男は実在した！～幸せそうな奴等の自慢の彼女を『寝とって』ハメ倒し！潜伏生活編～ (3月17日)
- 挑発的チラリズム コレクション（3月25日、アロマ企画）
- 新橋 〜抜きまくり天国〜 手コキConcierge(コンシェルジュ) 感じやすい男性とご奉仕することが大好きなお姉さんたちが在籍するお店（3月25日、アロマ企画）
- 催眠モルモットG ～美人弁護士さきの覚醒と崩壊～ (7月27日)
- 罠に堕ちた人妻40 （8月1日、中嶋興業）
- ポゼッションシンドローム　～憑依される女子アナウンサー（8月30日、トラウマアート）
- ヒプノレポート3 ～催眠美女のうごめき～ (12月14日)

2018年
- 放課後の校内でママさんバレーのデカ尻奥様を見掛けた僕 あまりにソソるお尻に後をつけると、若い男子の匂いに興奮したのかブルマに食い込んだ股間を学校の備品に擦りつけオナニーをやり始めた！その光景にたまらず勃起してしまった僕を見つけた奥さんは…（2月8日、SOSORU×GARCON））

## 執筆

### コラム
- 柊さきのペニ狩り！（2017年10月11日[4]‐2018年4月4日、東スポ裏通り）